# Fundación Educativa James Randi
La Fundación Educativa James Randi o FEJR (en  inglés James Randi Educational Foundation, JREF) es una  organización no lucrativa fundada en 1996 por el mago y escéptico James Randi. La misión de la FEJR abarca la educación del público y de los medios de comunicación frente a los peligros de aceptar afirmaciones no probadas, y apoyar la investigación de supuestos fenómenos paranormales en condiciones experimentales controladas científicamente.
La organización ofrece un premio de un millón de dólares a quien pueda demostrar poseer alguna habilidad sobrenatural bajo condiciones científicas previamente acordadas. La FEJR también mantiene un fondo económico para asistir a personas que sean atacadas como resultado de sus investigaciones y críticas sobre personas con reivindicaciones paranormales.
Los fondos de la organización provienen de las contribuciones de sus miembros, licencias, ventas de libros y vídeos, y conferencias. La FEJR publicaba cada viernes en su página web un comentario escrito con el título Swift: Online Newsletter of the JREF, en el que se incluyen las noticias e información más reciente de la organización; actualmente el sitio ha sido reformulado para publicar los artículos en formato de blog, con autores diversos, no limitándose a comentarios de Randi.
A partir de agosto de 2008, la dirección de la FEJR se encuentra a cargo de Phil Plait.

## El desafío paranormal de un millón de dólares

### Historia del desafío
James Randi fue desafiado en 1964 por un médium a 'respaldar con dinero sus palabras'. Randi ofreció 1.000 dólares a la primera persona que pudiese ofrecer una prueba objetiva de actividad paranormal. Más adelante elevó su oferta a 10.000 dólares. Desde entonces, la cuantía del premio ha crecido hasta 1.000.000 $, y las reglas del desafío han adquirido un carácter más oficial y legal. Hasta la fecha se han recibido más de 1000 solicitudes para someterse al desafío, pero ninguna de ellas ha pasado siquiera un test preliminar, que es siempre acordado entre James Randi y el solicitante.
En las condiciones y reglas por las cuales se rige el desafío de un millón de dólares, James Randi simplemente establece que ambas partes (él mismo y el solicitante) deben acordar por anticipado qué condiciones finales se consideran como "éxito" y cuáles como "fracaso". Randi rechaza toda prueba planteada por los solicitantes que suponga un riesgo para ellos de sufrir daños severos o incluso la muerte.
Desde el 1 de abril de 2007, sólo se admiten solicitantes con una cierta reputación mediática y un cierto nivel de educación académica. Los recursos económicos ahorrados al rechazar pruebas con personajes poco conocidos o incluso mentalmente enfermos con supuestos poderes paranormales se usarán para desafiar con una campaña en los medios de comunicación a conocidos personajes de "alto nivel" dentro del mundo de lo paranormal, como Sylvia Browne y John Edward.
Dennis Rawlins afirma que el desafío no es sincero, y que Randi siempre se asegurará de no tener que pagar. En el número de octubre de 1981 de la revista Fate, Rawlins afirmó que Randi había dicho que "siempre tengo una salida asegurada". Victor Zammit interpretó estas palabras en el sentido de que Randi nunca permitiría que su organización perdiese semejante desafío.
Otras personas, observando que el artículo de Fate había surgido a raíz de ciertas disputas políticas entre los miembros del Comité para la Investigación Científica de afirmaciones de lo Paranormal (CSICOP), consideraron que la cita de Randi había sido malinterpretada, y que se refería a que Randi emplea métodos de seguridad contra los fraudes. El mismo Randi afirmó posteriormente que Rawlins no había respetado la cita original en su totalidad, que era "En lo relativo al Desafío, siempre tengo una salida asegurada: ¡Llevo la razón!", lo que le da un significado completamente diferente. Randi asegura que la frase "siempre tengo una salida asegurada" se refiere al hecho de que no permite a los desafiantes hacer trampas, aunque otras personas la han interpretado en el sentido de que Randi consideraría que las posibilidades de tener que pagar el premio son cero, debido a su asunción a priori de que los llamados "fenómenos paranormales" no existen.
En el programa de televisión Larry King Live emitido el 6 de marzo de 2001, Larry King preguntó a la conocida médium Sylvia Browne si estaría dispuesta a aceptar el desafío, y ella aceptó. Randi apareció con Browne en el mismo programa el 3 de septiembre de 2001, y ella de nuevo aceptó el desafío. Sin embargo Browne siempre ha rechazado someterse al desafío desde entonces, y Randi muestra un reloj en su página web que muestra el tiempo transcurrido desde que Sylvia Browne aceptó el desafío hasta hoy, sin defender sus palabras con hechos. (Sylvia Browne falleció el  20 de noviembre de 2013, 11 años antes de lo que ella misma predijo).
En una nueva aparición en el mismo programa, el 26 de enero de 2007, James Randi retó a Rosemary Altea a someterse a su desafío. Altea rechazó incluso responder a la pregunta de si aceptaría el desafío o no. Algo similar había ocurrido ya el 5 de junio de 2001 en el mismo programa, cuando Altea y Randi también comparecieron juntos, y la primera rechazó la cuestión.
Altea, en cambio, replicó "Estoy de acuerdo en lo que él dice, que hay muchas, muchas personas que afirman ser médiums, que afirman hablar con los muertos. Hay mucha gente así, todos lo sabemos. Hay tramposos y charlatanes en todas partes."
Recientemente Randi ha desafiado a David R. Hawkins a ganar el premio con su "técnica de presión de brazo" (kinesiología aplicada), sugiriendo que sólo costaría media hora de trabajo simple, con el convencimiento de que Hawkins no haría el menor intento de pasar el desafío por razones "obvias".
Cuando le preguntan qué sucede si el millón de dólares es ganado, él responde que los pagaría felizmente, que sería el inicio de toda una nueva área de estudio para la ciencia.[cita requerida]

### El juicio sobre los resultados
Randi señala que las reglas oficiales del Desafío estipulan que el participante debe quedar satisfecho con las condiciones y criterios (establecidos con anterioridad de común acuerdo) del test; si el participante afirma poder hacer algo que no se puede comprobar de ninguna manera, entonces el test sencillamente es imposible. Muchos participantes rechazan incluso la hipótesis de no pasar el test, pero todos ellos "encuentran" siempre a posteriori sutiles influencias ambientales que serían la causa de su fracaso, incluso a pesar de haber afirmado antes del test que todo estaba bien. Esta es una de las razones, por ejemplo, de que Randi someta a los zahoríes a un test de control, en el que cada zahorí debe intentar localizar la sustancia u objeto buscado usando su habilidad, aunque la localización del mismo es revelada al participante con anterioridad. Los zahoríes son informados de que una proporción de éxitos inferior al 100% en el test de control supone la descalificación automática.
En la mayoría de los casos el zahorí alcanzará rápidamente una puntuación perfecta, centrando su péndulo u horquilla sobre el objetivo prefijado. El zahorí confirma entonces que las condiciones son adecuadas para el test, tal como el test de control ha demostrado. A continuación se desarrolla un test prácticamente idéntico, con las únicas diferencias de que la localización del objetivo no es comunicada de antemano al zahorí, y que no se aplica la exigencia de un 100% de aciertos para no ser descalificado. En este segundo test, los zahoríes nunca han mostrado mejores resultados que los que se esperarían por puro azar. Algunos participantes han afirmado a posteriori que la amenaza de descalificación era el principal factor de éxito en el test previo. Según Randi, pocos participantes han considerado seriamente que su fracaso se pueda deber a la inexistencia del poder que creen tener.
Las conversaciones entre la FEJR y los participantes del Desafío solían ser hechas públicas en Internet . Tras la dimisión de Kramer, asistente de Randi, estas publicaciones han cesado.  
Otra objeción presentada por los críticos del Desafío es que las reglas prohíben los jueces independientes, de forma que el éxito o fracaso del test depende de si Randi acepta dicho éxito o fracaso (si bien la octava Regla determina que una persona independiente recibe un cheque de 10.000 dólares de Randi, que debe ser entregado inmediatamente al participante que tenga éxito en el Desafío, y que deberá ser seguido en menos de diez días del pago de la cantidad total del premio). Randi y otras personas refutan este argumento afirmando que un juez es innecesario: o se alcanzan los criterios establecidos de antemano por las dos partes, o no.
Los críticos afirman que tal grado de control de los resultados del desafío por parte de Randi puede ser suficiente para impedir que un candidato serio acepte participar. Los partidarios de Randi señalan que no existe la menor evidencia de tal problema, dado que los participantes en el Desafío es el que determina el resultado del test. Randi añade que no sólo no participa en forma alguna en la ejecución del test, sino que está dispuesto a viajar a algún lugar alejado de la localización donde se realiza el test (en caso de que existan dudas sobre "energías escépticas" que puedan interferir con el test). La presencia de otras personas en el test, sean técnicos o críticos, se somete (como todos los demás aspectos) a la aprobación del participante.
A continuación se resumen algunas de las objeciones planteadas al Desafío: 
- No se usan jueces independientes, el procedimiento no es imparcial, y los tests son diseñados por la FEJR sin revisión científica independiente.

La FEJR señala que las reglas para cada test se diseñan de tal forma que los resultados carezcan de toda ambigüedad a la hora de demostrar cualquier habilidad paranormal del participante, de forma que no hay un procedimiento de evaluación en el que jueces independientes tengan sentido. Randi mantiene amistad y relaciones profesionales con científicos y académicos de varias áreas de conocimiento, y ha apelado a sus conocimientos cada vez que ha sido necesario. El mismo Randi organiza frecuentemente los tests, pero sólo si los participantes no tienen objeciones al respecto. Dado que el objetivo de la FEJR es el estudio de las afirmaciones paranormales bajo las rigurosas condiciones del espíritu escéptico, los tests no tienen por qué ser imparciales en el sentido que le dan los críticos a la palabra, y dado que este sentido no es el mismo que el de la investigación científica, la FEJR sostiene que la revisión independiente no es necesaria.
- Randi ha rechazado al menos a un candidato, Rico Kolodzey, afirmando en su carta de rechazo que este se debía a que el candidato era "un mentiroso y un fraude". El candidato en cuestión afirmaba poder sobrevivir sin comida por  inedia.

Randi ha ofrecido explicaciones respecto a este caso promovido por la página web de Alternative Science en  y . En resumen, Randi considera las afirmaciones de Kolodzey demasiado absurdas y sin sentido como para someterlas a un examen serio. Años más tarde Randi y la FEJR añadieron una cláusula al Desafío para rechazar directamente a candidatos cuyas afirmaciones no pudieran ser sometidas a examen sin poner en grave riesgo sus vidas o salud.
Sin embargo, Randi hizo una excepción con esta regla el 19 de mayo de 2006 debido a toda la presión mediática respecto a la candidatura de Kolodzey, e inició negociaciones con él para diseñar un test aceptable para las dos partes. Después de 100 días de negociaciones, aún no se había alcanzado un acuerdo al respecto. Dado el bloqueo en las negociaciones, Randi las hizo públicas, comentando que Kolodzey simplemente no estaba interesado en el test después de haber montado un enorme revuelo acerca del rechazo de su candidatura..
- Desde enero de 2005 la FEJR no ha realizado ninguna oferta para examinar candidato alguno.

La FEJR responde que esto se debe a que ningún candidato ha sido capaz de demostrar la menor habilidad paranormal en las pruebas preliminares. Según la Fundación, ha habido más de 1000 solicitudes de participación. De las primeras 650 solicitudes (hasta 1982), se llevaron a cabo 54 pruebas preliminares (Randi, 1982, p. 252). La mayoría de las solicitudes de participación no llegan a ningún sitio porque ni siquiera son capaces de negociar la forma de realizar la prueba preliminar.
Algunas críticas[cita requerida] se refieren al controvertido caso del grupo Bambú Amarillo. Un hombre que visitó Bali representando la FEJR para examinar las afirmaciones de este grupo de que podían tumbar a un atacante simplemente gritando, fue realmente derribado durante el test. A pesar de ello, no se aceptó como prueba previa porque el representante local no había seguido las instrucciones, y no pudo documentar el evento de forma aceptable. Varias personas con experiencia en armas de electrochoque afirmaron, después de ver el vídeo, que posiblemente se hubiese usado una de estas armas.
- Algunas personas aseguran que el millón de dólares no existe, o que se ofrece en forma de garantías o promesas.

La Fundación afirma que el millón de dólares se ofrecen en forma de bonos negociables dentro de la "Cuenta del Premio de la Fundación Educativa James Randi", y la validación de la cuenta y del precio se pueden proporcionar bajo requerimiento. Se dice que el dinero se mantiene en una cuenta de Goldman, Sachs & Company. Hay una copia del extracto de la cuenta expuesta en SkepticReport, y la Fundación ha enviado esta prueba en varias ocasiones a candidatos notables.

### Nuevas reglas de cualificación
A partir de marzo de 2007, la FEJR ha anunciado varios planes para cambiar el procedimiento de examen con los objetivos de simplificar el proceso y centrarlo en personalidades de lo paranormal. La Fundación requiere ahora de los candidatos un perfil mediático notable y el apoyo de algún miembro de la comunidad académica antes de discutir el Desafío con ellos. La Fundación también afirma que estas cualificaciones están al alcance de cualquiera que pueda ganar alguno de los desafíos escépticos regionales de menor entidad. Nulo
Randi y sus asociados ofrecen dos razones para este cambio:
- La gran mayoría de los solicitantes para el Desafío resultaron ser o mentalmente enfermos o incapaces de demostrar sus poderes incluso a satisfacción propia. Muchos fueron incapaces incluso de rellenar el formulario de solicitud de forma razonable, o de describir coherente y consistentemente sus pretendidos poderes. La Fundación considera que tratar todas estas solicitudes de forma seria ha exigido hasta ahora enormes cantidades de tiempo y sólo ha redundado en un mal servicio a los candidatos.
- La verdadera intención del Desafío ha sido siempre perseguir tenazmente a los especialistas paranormales más prominentes, y compelerlos a someter sus supuestos poderes al escrutinio científico mediante un examen que elimine las posibilidades de fraude. Randi y la Fundación consideran que este objetivo ha sido desviado a una vía muerta por el complejo y costoso procedimiento de solicitud de participación, y que la Fundación necesita centrar su enfoque retórico y promocional en los grandes paranormalistas de los medios de comunicación, haciéndoles mucho más difícil poner excusas a la hora de negarse a aceptar el Desafío.

### Ofertas similares
Algunos de los premios se listan en el Diccionario del escéptico.

## El programa televisivoExploring Psychic Powers Live!
El programa televisivo Exploring Psychic Powers Live! ("¡Explorando los poderes psíquicos en directo!" en inglés) se emitió en vivo el 7 de junio de 1989. En el programa, Randi examinó a varias personas que afirmaban poseer poderes paranormales. El programa ofrecía 100.000 dólares (los 10.000 de Randi más 90.000 dólares ofrecidos por la emisora Lexington Broadcasting) a cualquiera que pudiese demostrar poseer auténticos poderes paranormales.
El programa constituyó un buen ejemplo de cómo los candidatos y Randi acordaban los protocolos del desafío y mostraba por qué no se requería un "juicio" independiente.
- Un astrólogo afirmaba ser capaz de determinar correctamente el signo zodiacal de una persona tras hablar con ella durante unos minutos. Se le presentaron 12 personas de una en una, cada una de un signo diferente. Las personas no podían decirle al astrólogo cuál era su signo zodiacal ni su fecha de nacimiento, ni llevar nada encima que pudiese indicarlo. Tras hablar con las 12 personas, el astrólogo debía sentarlas en frente del signo correspondiente. El acuerdo previo establecía que el astrólogo debía acertar al menos 10 signos para ganar. No acertó ninguno.

- La siguiente candidata aseguraba ser capaz de leer el aura de las personas. Según ella, las auras son visibles hasta una distancia de 5 pulgadas de las personas. La participante escogió a 10 personas que según ella tenían un aura claramente visible. Las 10 personas debían situarse tras unas pantallas opacas, y la candidata estuvo de acuerdo en que el aura sería visible por encima de las pantallas. Estas estaban numeradas del 1 al 10, y se decidiría aleatoriamente si las personas situadas detrás habrían de permanecer de pie o sentadas. La candidata notificaría si la persona estaba de pie o no en función de que fuese capaz de ver su aura o no. Puesto que el simple azar determinaría un 50% de aciertos, la candidata debía ser capaz de acertar en 8 de los 10 casos. Finalmente la candidata determinó que el aura era visible tras todas las pantallas, por lo que todas las personas debían de estar de pie. Sin embargo esto sólo era cierto en 4 de los 10 casos.

- Un zahorí aseguraba ser capaz de localizar agua incluso en una botella dentro de una caja de cartón sellada. Se le mostraron 20 cajas, y el zahorí debía señalar cuáles contenían una caja de agua. Él señaló que 8 cajas contenían agua, pero lo cierto es que sólo 5 la tenían.

- Un candidata psicómetrica aseguraba poder recibir información personal de una persona a partir de algún objeto de su propiedad. Para evitar interpretaciones ambiguas, la candidata aceptó recibir un reloj y una llave de 12 personas diferentes. Debía ser capaz de reunir cada llave con el reloj del mismo propietario. Según el acuerdo previo, al menos 9 de las 12 parejas debían ser correctas, pero la parapsicóloga sólo acertó en 2 casos.

- Durante el programa, otro parapsicólogo se sometió a una prueba con 250 cartas Zener, debiendo adivinar cuál de los 5 símbolos de las mismas se ocultaba tras cada una de ellas. Elegir una figura al azar en cada ocasión ofrecería alrededor de 50 aciertos, así que el acuerdo previo es que el parapsicólogo debía acertar al menos 82 cartas. Su resultado final fue de 50 aciertos.(Polidoro, 2003, pp. 19-24).

## The Amaz!ng Meeting
Desde 2003, la FEJR organiza anualmente el llamado The Amaz!ng Meeting (TAM) (equivalente a "La reun!ón asombrosa" en español), una reunión de personas escépticas con notables oradores de la comunidad escéptica. Entre otros oradores perpetuos se cuenta con Christopher Hitchens, Penn & Teller, Phil Plait, Michael Shermer y Julia Sweeney. Richard Dawkins y Joe Nickell comparecieron en el TAM 3, en 2005. En TAM 4, en 2006, estuvieron presentes la presidenta de la Unión Americana por las Libertades Civiles, Nadine Strossen, la científica planetaria Carolyn Porco del programa Voyager, los populares Cazadores de mitos, el autor del Diccionario escéptico, Robert Todd Carroll, y el premio Nobel Murray Gell-Mann.
TAM 2007, desarrollada del 18 al 21 de enero del mismo año, incluyó a los habituales Michael Shermer, Penn & Teller, Christopher Hitchens, Richard Wiseman, el cazador de mitos Adam Savage, y a Phil Plait. Otros presentadores fueron Eugenie Scott, Peter Sagal, Neil Gershenfeld, Nick Gillespie, John Rennie, Lori Lipman Brown, y Margaret Downey.

## Podcast
La FEJR está afiliada al podcast The Skeptics' Guide to the Universe (La guía escéptica del universo, en inglés), en el que James Randi tiene una sección semanal de opinión.

### Libros
- Christopher, Milbourne (1975), Mediums, Mystics, & the Occult, Thomas Y. Crowell Co., ISBN 0-690-00476-1.
- Polidoro, Massimo (2003), Secrets of the Psychics: Investigating Paranormal Claims, Prometheus Books, ISBN 1-59102-086-7.
- Randi, James (1982), Flim-Flam!, Prometheus Books, ISBN 0-87975-198-3.

### Fundación Educativa James Randi
- The Amaz!ng Meeting (en inglés);
- An "Amazing" Time - Un artículo sobre "The Amaz!ng Meeting" de 2003, publicado por Marc Berard (en inglés);
- James Randi en Australia- Un capítulo de un programa de la TV australiana de los años 80 en el que Randi desarrolla pruebas para zahoríes para su Desafío de 10.000 dólares;
- MySpace - La página de MySpace dedicada (y oficialmente aprobada) a Randi.
- Traducciones al castellano de la columna semanal de James Randi Archivado el 8 de junio de 2008 en Wayback Machine.

### El desafío paranormal de un millón de dólares
- El desafío paranormal de un millón de dólares – Página oficial (en inglés);
- Candidatos actuales al premio, cuyas candidaturas son examinadas críticamente en un fórum (en inglés);
- NESS Participates in the Randi Psychic Challenge - Describe el tipo de tests usados en el Desafío (en inglés)
- Principales Excusas para no aceptar el Desafío (en inglés);
- Críticas al Desafío en Alternative Science, por Richard Milton, y la Respuesta de Randi (en inglés);
- Un desafío a James Randi - Una crítica al desafío de Randi, y un desafío a Randi a explicar el número de estudios que ha rechazado, y la respuesta de Randi.

- Datos: Q1681020
- Multimedia: James Randi Educational Foundation / Q1681020